# Excellichlamys spectabilis
Excellichlamys spectabilis is een tweekleppigensoort uit de familie van de Pectinidae. De wetenschappelijke naam van de soort is voor het eerst geldig gepubliceerd in 1853 door Reeve.
Rechter en linker klep van hetzelfde exemplaar:

Rechter klep
Linker klep